# Paardensport in Suriname
Paardensport deed in Suriname in de eerste helft van de 20e eeuw zijn intrede als sportbeoefening. Het bleef aanvankelijk nog beperkt toegankelijk tot gegoede burgers.
In Suriname zijn de rensport en de springsport door de jaren heen de meest populaire onderdelen van de paardensport geweest. De paarden in Suriname stammen af van paarden die in de koloniale tijd door Nederlanders en Engelsen zijn ingevoerd. Deze zijn sinds het eind van de 20e eeuw gekruist met Nederlandse warmbloed-, Engelse volbloed- en Amerikaanse quarter horse-paarden.

## Geschiedenis
Voor de Tweede Wereldoorlog was de paardensport in Suriname voorgehouden aan gegoede burgers met een eigen manege voor zichzelf. In 1958 kwam hier verandering in door de oprichting van de Surinaamse Turf Club. Het doel van deze vereniging was om mannen en vrouwen het paardenrennen te leren en renwedstrijden te organiseren. De vereniging had in die tijd dertig leden onder wie in elk geval tien met een eigen paard. Ook konden deze paarden door anderen gehuurd worden. De huuropbrengsten waren ervoor bedoeld om nieuwe paarden uit Guyana of Trinidad bij te kopen. Er werden op 30 maart 1958 in Paramaribo demonstratiewedstrijden gehouden om de paardensport te stimuleren. De eerste paardenwedstrijden werden op 5 oktober 1958 gehouden in het Suriname Stadion (nu André Kamperveenstadion).
De Surinaamse Turf Club gaf rijlessen op een terrein dat door Reinier Chin a Loi werd omgezet in een manege. Reinier Chin a Loi was op 16 november 1958 ook de oprichter van Stadsmanege Hakken Omlaag. In de dertig jaar die volgden bleven Reinier Chin a Loi en later zijn zoon Roy, die de manege overnam, vooraanstaande personen in de Surinaamse paardensport. Op 16 november 1958 werd ook nog een manege aan de Tourtonnelaan geopend.
Op 19 oktober 1959 werd voor het eerst sport via de Surinaamse televisie uitgezonden. Het betrof toen een paardenrenwedstrijd uit Caracas. In de jaren erna bleef de paardensport groeien, hoewel het nooit is uitgegroeid tot een uitgebreid beoefende sport. De manege van Reinier Hubertus Maria Chin a Loi aan de Tourtonnelaan, stopte in de jaren 1980 vanwege het feit dat een niet onaanzienlijk deel van het ledental, in verband met de Staatkundige onafhankelijkheid van Suriname, naar het land van herkomst vertrok, waaronder ook Nederland. Dit betekende dat de levensvatbaarheid van de manage hierdoor niet meer gewaarborgd kon worden.
In de jaren 1990 richtte Louise Gummels de manege The Horseback Triangle op aan de Kwattaweg die sindsdien een belangrijke rol in de paardensport vervulde. Later openden ook nog grotere maneges, zoals Stal Norbert en Ponderosa Equestrian Centre; in de laatste is The Horseback Triangle ondergebracht. Daarnaast zijn er nog kleinere maneges, zoals Young Riders en Club Neutraal in Paramaribo, Esperanza Riding Stables in Lelydorp en Club Hippique aan de Indira Gandhiweg in Wanica.
In 1998 werd in Suriname met het toernooi Grand Caraibe International Jumping Competition gestart. Dit is een internationaal toernooi dat in het beginjaar deelnemers uit Suriname en Frans-Guyana kende. In de jaren erna namen ook andere landen deel, zoals Martinique en Guadeloupe. In Suriname zijn de rensport en de springsport door de jaren heen de meest populaire onderdelen van de paardensport geweest.
Sinds 2017 behaalt de Surinaamse jockey Jean-Pierre Polanen, die een pupil geweest is van Reinier Chin a Loi, successen tijdens de paardenraces Nemzeti Vágta in Hongarije. In 2017 en 2019 bereikte hij hier de finale, met in 2017 een bronzen medaille.

## Paarden in Suriname
De paarden die zich in Suriname bevinden, stammen af van paarden die in de koloniale tijd door Nederlanders en Engelsen zijn ingevoerd. Het zijn kleine, taaie paarden waarmee gereden kan worden maar die onvoldoende capaciteiten hebben om tot grote prestaties te komen in de paardensport. Sinds de laatste decennia van de 20e eeuw wordt daarom met fokprogramma's en door import geprobeerd om de kwaliteit van paarden in het land te verbeteren. Door de hoge kosten gebeurt import niet in grote aantallen. In de decennia rond de eeuwwisseling is er vooral gekruist met drie soorten: Nederlandse warmbloedpaarden, Engelse volbloedpaarden (renpaarden) en de Amerikaanse quarter horse's (cowboypaarden).